# Miletus gigas
Miletus gigas är en fjärilsart som beskrevs av Druce 1895. Miletus gigas ingår i släktet Miletus och familjen juvelvingar. Inga underarter finns listade i Catalogue of Life.